# Daniele Bellotto
Daniele Bellotto (Feltre, 10 novembre 1971) è un allenatore di calcio ed ex calciatore italiano, di ruolo centrocampista.
Detiene il record per il goal più veloce del Calcio italiano.

## Carriera
Vissuto a Lamon e dopo essere cresciuto nella Feltrese, squadra della città che gli ha dato i natali, passa alla Pievigina in Interregionale e poi in Serie C2. Tra il 1992 e il 1994 gioca da titolare in Serie C2 nel Giorgione, e poi passa per un anno in Serie C1 alla Massese e uno in Serie C2 al Cittadella.
Nel 1996 arriva alla Ternana, che all'epoca militava in Serie C2, e qui Bellotto dà una svolta alla sua carriera: al primo anno vince la Serie C2 e al secondo ottiene l'immediata promozione (via play-off) in Serie B. Nel 1998 così debutta in cadetteria con la maglia dei rossoverdi umbri.
Nel 1999 passa alla Pistoiese dove rimane per due stagioni di Serie B; in tale categoria militerà pure nel 2001 con la Salernitana. Nel 2002 scende in Serie C1 con il Treviso, e al termine della stagione i veneti vincono il campionato, permettendo così in seguito a Bellotto di disputare le sue ultime due annate in Serie B.
Nel 2006 gioca per alcuni mesi in Serie C2 con il Portogruaro e poi disputerà la sua ultima stagione da professionistica con il Pizzighettone in Serie C1. Gioca in seguito per un biennio nel Sestri Levante in Serie D. Nel marzo 2010 ritorna in campo con la maglia della Massese, giocando le ultime due partite del campionato di Eccellenza e i successivi play-off.
Chiude la carriera con 157 gare (e 20 reti) in Serie B.

## Palmarès

### Giocatore
- Campionato italiano Serie C2: 1

Ternana: 1996-1997 (girone B)
- Campionato italiano Serie C1: 1

Treviso: 2002-2003 (girone A)